# 德木·拉旺丹贝坚赞

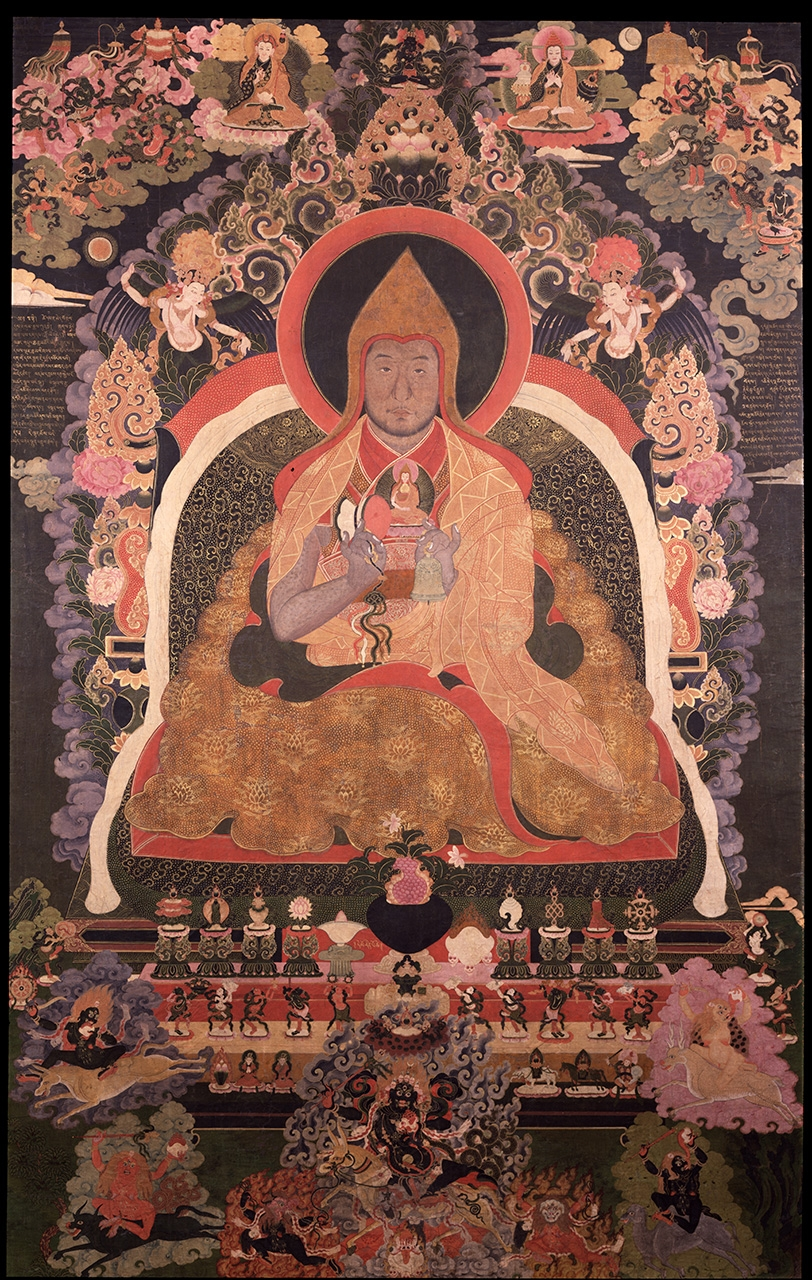

德木·拉旺丹贝坚赞（藏語：ལྷ་དབང་བསྟན་པའི་རྒྱལ་མཚན་，威利转写：lha dbang bstan pa'i rgyal mtshan；1623年—1668年）藏族，西藏工布札切下部地方人，第四世德木活佛。

## 生平
藏历水猪年（1623年）生于工布札切下部地方。后由四世班禅认定为上一世德木活佛的转世灵童。后来，他赴哲蚌寺洛色林学习佛经，成为学识十分渊博的大学者。从木鸡年（1645年）至土牛年（1649年），他在卫藏居住了5年，并由五世达赖受比丘戒，取法名为“阿旺格勒坚赞”。
在他所在时期，硕般多和洛隆宗地区开始同德木活佛世系结成了施主关系。
藏历水龙年（1652年）五世达赖应清朝顺治帝的邀请赴北京。当时，阿旺格勒坚赞是达赖的高级随从之一。由于他那时还在中部康区，故他赴登曲郭的住锡地想赶上达赖一行，但未能赶上。后来他一直追到青海玛沁山，才赶上达赖一行。抵达北京后，顺治帝召见五世达赖时，随同达赖觐见的西藏高层人士中，除了白郭曲德寺堪布第巴成勒嘉措等人外，还有阿旺格勒坚赞。藏历水蛇年（1653年），五世达赖启程返回西蔵，他也随其返回。到达青海后，两人分手，达赖赴西藏，阿旺格勒坚赞回康区。 
藏历土猴年（1668年），青海湖周边的几位大头人迎请他赴青海湖地区任总寺主，他应邀前往，但在途中病逝，享年46岁。